# Tteok

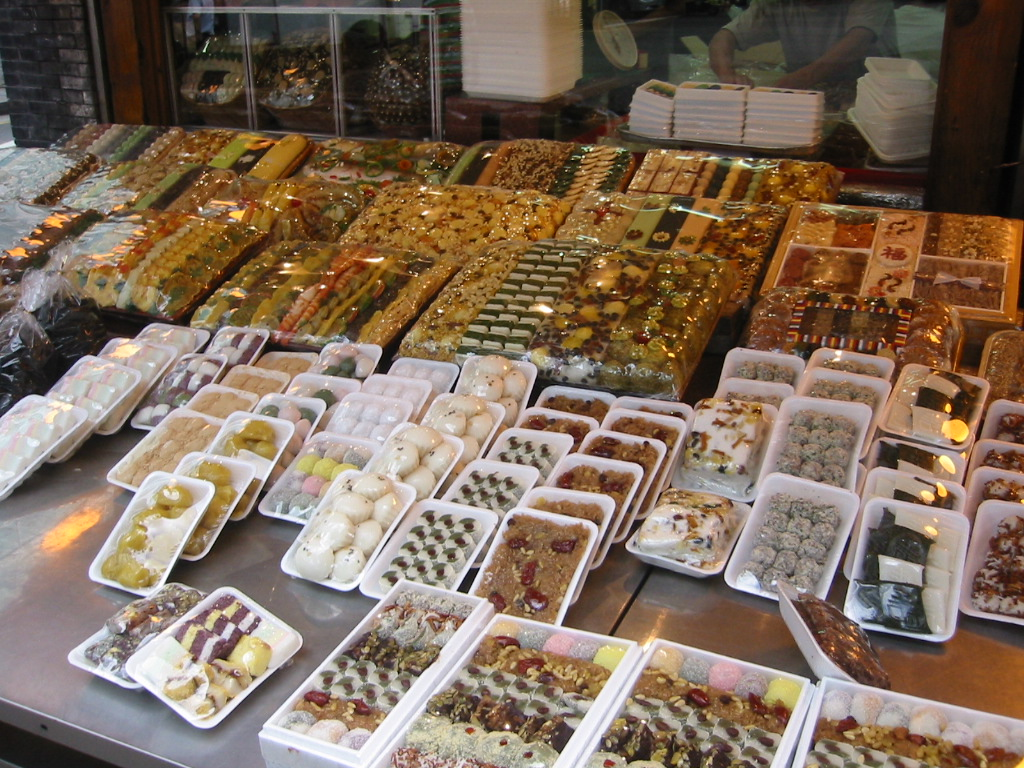
Étalage de tteok variés dans une boutique.

Le tteok (떡 ; [t͈ʌk] ; également appelé ddeock, duk, dduk, ddeog, ou thuck) est une pâtisserie coréenne faite de farine de riz gluant (찹쌀 ;  chapssal), cuit à la vapeur. La farine de riz classique peut être utilisée pour la confection de certains tteok. Il existe des centaines de variétés de tteok préparés toute l'année. En Corée, la consommation de tteok guk (soupe de tteok) est un moment traditionnel des fêtes du Nouvel An, et celle de tteok sucrés est courante lors de mariages et d'anniversaires. Il est souvent considéré comme un aliment associé aux célébrations (aux fêtes).
Les nombreuses versions vont du tteok aux noix et aux fruits au tteok courant utilisé en cuisine. Parmi les ingrédients récurrents figurent le haricot azuki, le haricot mungo, la pâte de haricots rouges sucrés, l'armoise coréenne, la jujube ou d'autres fruits secs, les graines et l'huile de sésame, le sucre, et les pignons de pin.

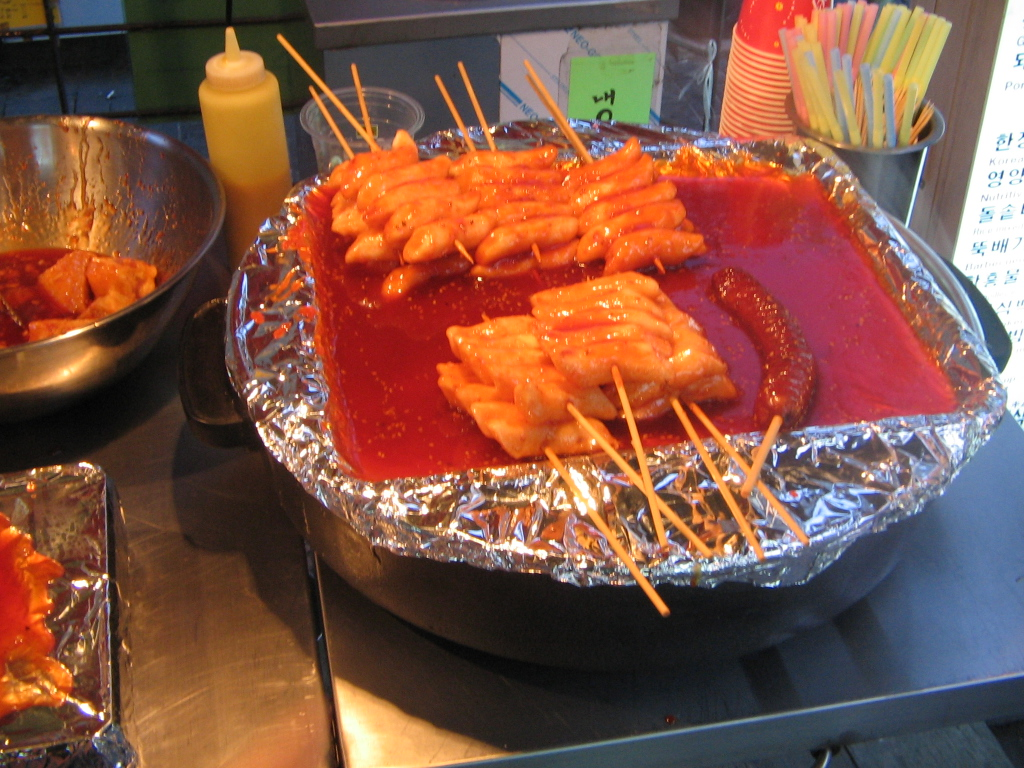
Brochettes de tteokbokki.

Ce terme désigne également des galettes de riz cylindriques dans les tteokbokki (떡볶이) où elles sont accompagnées de gochujang (고추장), une sauce pimentée et de divers éléments selon les recettes, dans les tteokkochi (떡꼬치), brochettes à la sauce gochujang.

## Ustensiles utilisés pour letteok

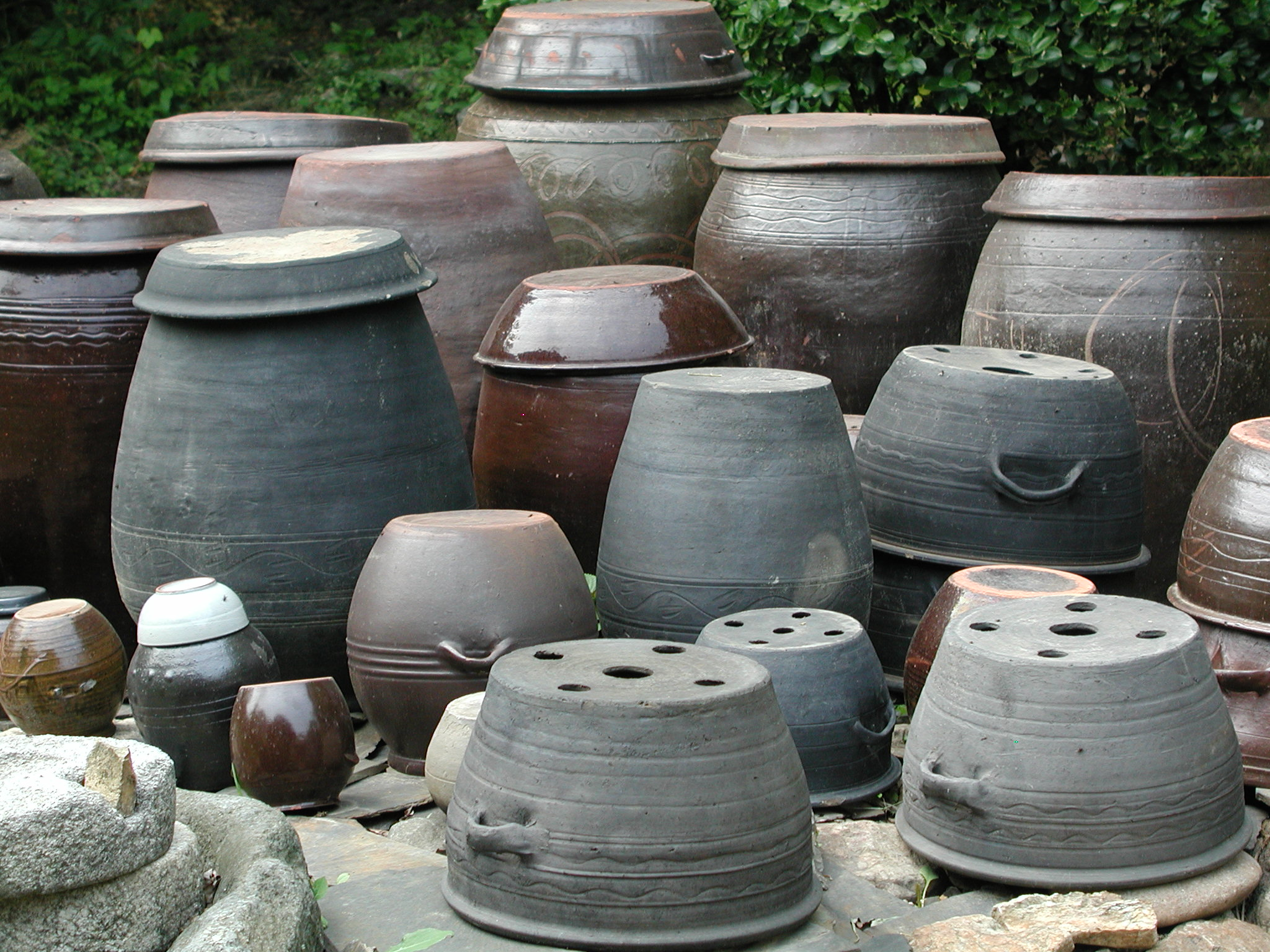
Siru et autres onggi (terme générique pour la poterie).

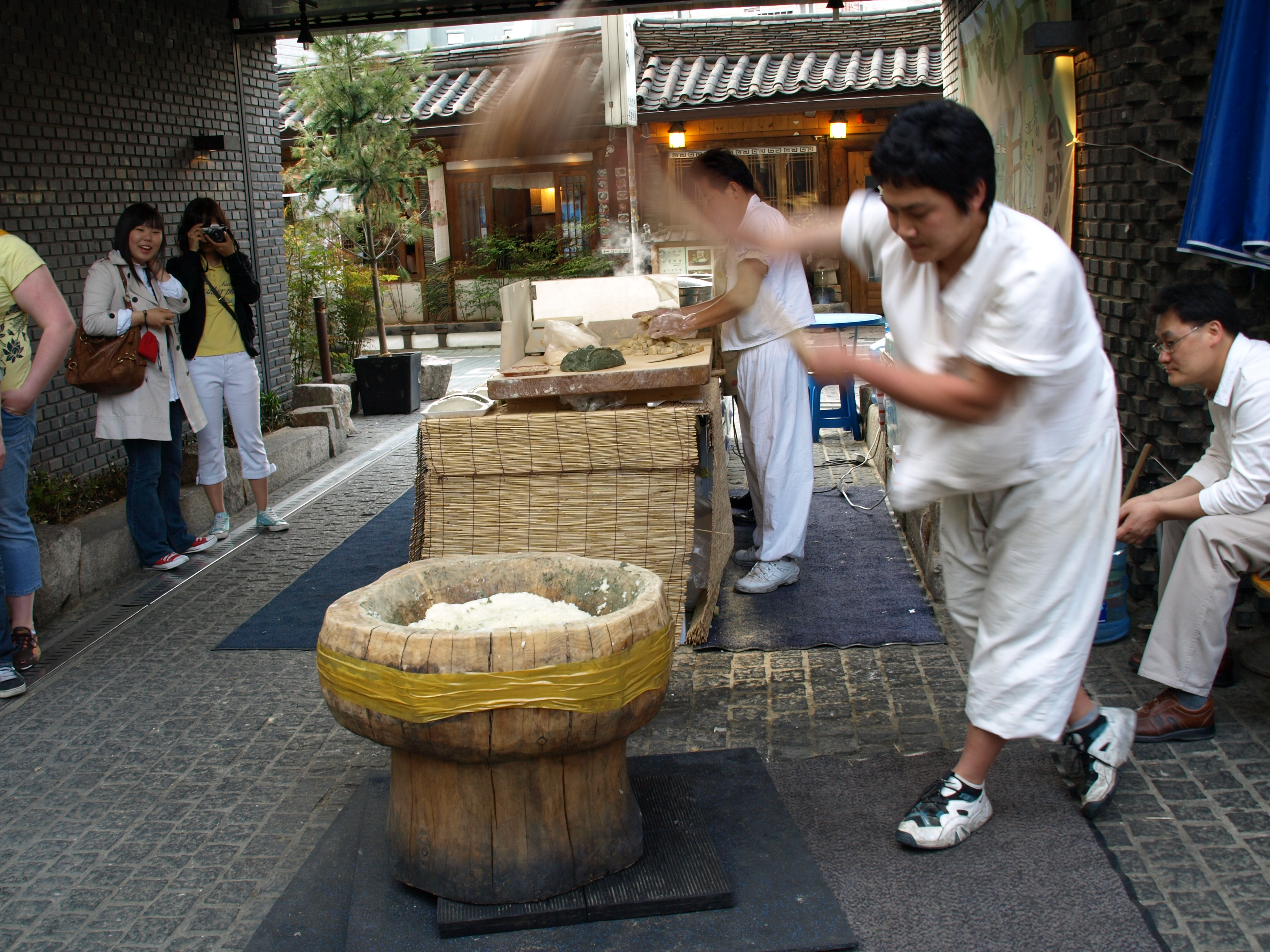
Préparation du tteok.

Ci-dessous figurent les ustensiles utilisés pour concevoir des tteok de façon traditionnelle.
- Ki (키) : sorte de van ou de batteuse manuelle.
- Inambak (이남박) : bol pour laver le riz.
- Bagaji (바가지) : sorte de louche en calebasse.
- Ongbaegi (옹배기) et jabaegi (자배기) : bols ronds et larges en terre cuite.
- Che (체) et chetdari (쳇다리) : tamis et fourche pour tenir le tamis.
- Maetdol (맷돌) : meule en pierre.
- Jeolgu (절구) et jeolgutgongi (절굿공이) : mortier et pilon.
- Anban (안반) et tteokme (떡메) : planche de bois et maillet[2].
- Siru (시루) et sirumit (시루밑) : cuit vapeur en terre cuite et tapis placé au fond du siru.
- Sot (솥) et geonggeure (겅그레) : marmite et panier pour la cuisson.
- Beoncheol (번철) : sorte de poêle épaisse.
- Chaeban (채반) : sorte de grille ou de plateau en osier.
- Tteoksal (떡살) : tampon[Lequel ?] en bois pour les motifs du tteok.

## Types
Les tteok peuvent être divisés en quatre catégories, telles les tteok à la vapeur (찌는 떡), tteok pilés (치는 떡), tteok bouillis (삶는 떡) et tteok frits (지지는 떡). Les tteok à la vapeur sont préparés en cuisant à la vapeur le riz ou la farine de riz gluant dans le siru (시루), souvent appelé sirutteok (시루떡). Ils sont considérés comme la forme la plus basique et la plus ancienne du tteok. Les tteok pilés sont conçus en utilisant un mortier ou une planche après une cuisson à la vapeur préalable. Lors de la fabrication des tteok frits, la pâte de riz est aplatie comme une crêpe et cuite dans une poêle avec de l'huile végétale. Les tteok modelés sont fabriqués en pétrissant la pâte avec de l'eau chaude, souvent en forme de boulettes.

### Tteokà la vapeur

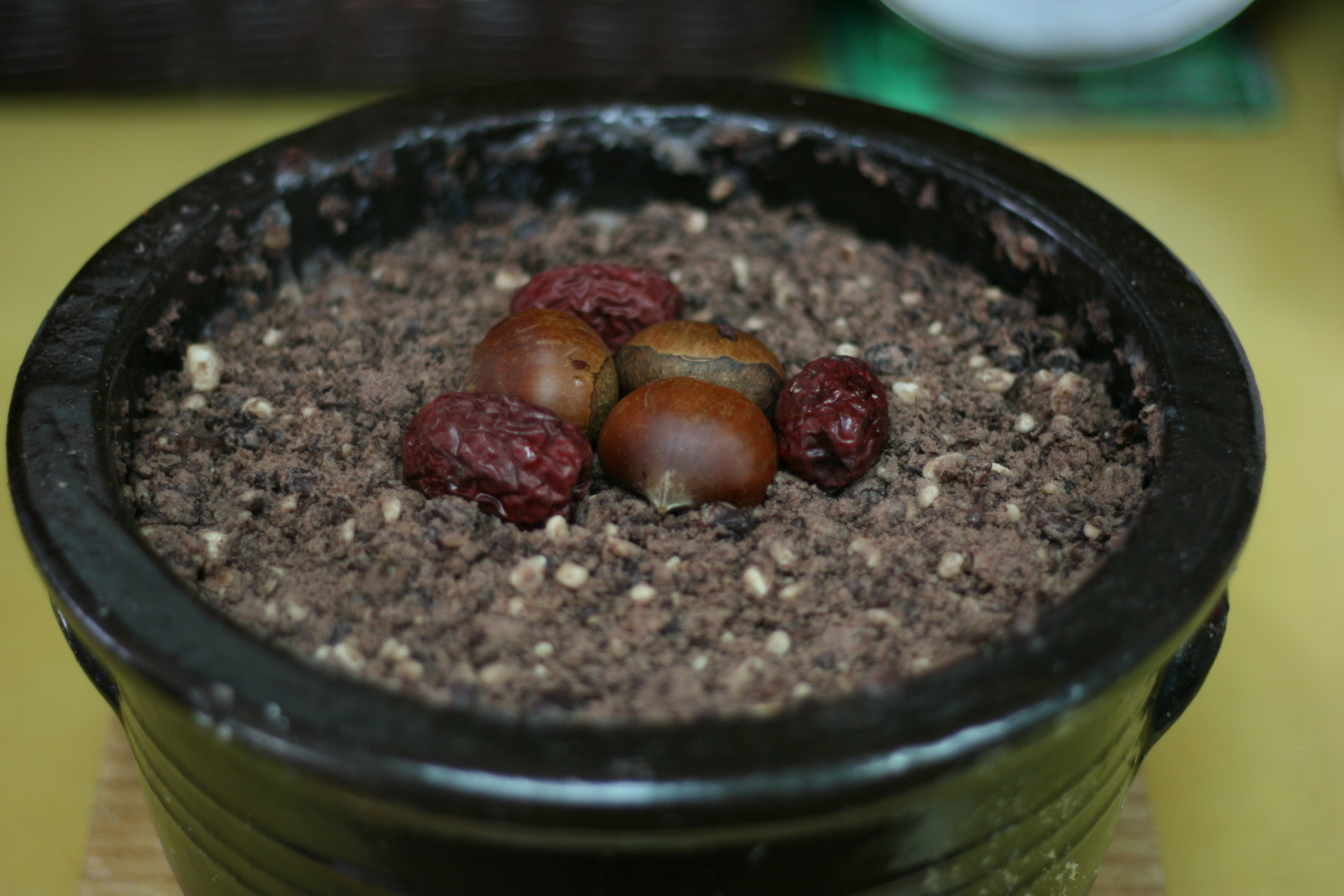
Pat sirutteok : tteok vapeur fait de haricots azuki et de riz.

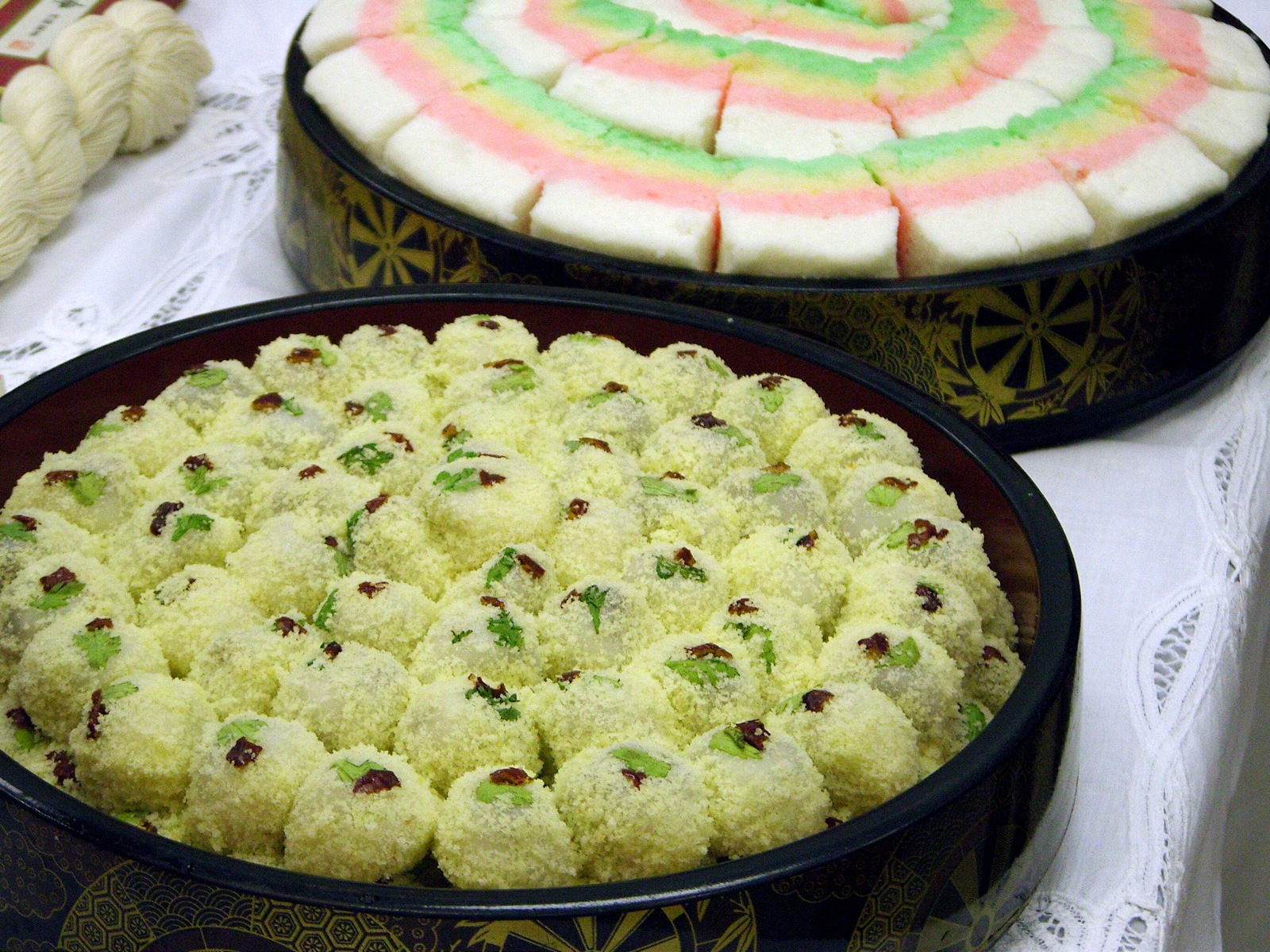
Mujigae tteok en arrière-plan.

Les ingrédients principaux du tteok vapeur ou sirutteok sont le riz (맵쌀 ; maepssal) ou le riz gluant (찹쌀 ; chapssal) qui sont parfois mélangés. Dans certains cas, d'autres céréales, des haricots (azuki ou mungo), des graines de sésame, de la farine de blé ou de l'amidon sont ajoutés au riz. De nombreux fruits et noix sont utilisés comme ingrédients secondaires, tels que les kakis, les pêches ou abricots, les châtaignes, noix et pignons. Des légumes parfumés ou des herbes aromatiques peuvent être utilisés pour le tteok : champignons, daikon, armoise, piment et cheongju sont les parfums les plus courants, ainsi que le miel et le sucre utilisés pour sucrer.
Pour préparer des tteok vapeur ou sirutteok, le riz ordinaire ou gluant est plongé dans l'eau, puis moulu. La farine de riz est mise dans un siru et cuit à la vapeur. Selon la méthode de cuisson employée, les sirutteok sont divisés en deux groupes. Les seolgitteok (설기떡) sont façonnés en un seul gros bloc tandis que les kyeotteok (켜떡) consistent en plusieurs étages avec de la poudre de haricots azuki ou d'autres poudres de haricots. Les seolgitteok sont aussi appelés muritteok (무리떡), considérés comme la forme de base du sirutteok faite seulement de riz. Par ailleurs, lors de la préparation des kyeotteok, le riz ordinaire et le riz gluant sont mélangés. Le mot kyeotteok dérive de kyeokeyo (켜켜, signifiant « empilé ») du fait de son mode de préparation.
- Baekseolgi (백설기) : variété de siru tteok. Il signifie littéralement « tteok blanc comme neige », nom tiré du blanc éclatant dû au riz utilisé.
- Kongtteok (콩떡) : tteok aux haricots divers.
- Jeungpyeon : tteok au makgeolli (vin de riz coréen).
- Mujigae tteok (무지개떡)[4], littéralement « tteok arc-en-ciel », nom donné en raison de ses rayures colorées : ce tteok est surtout utilisé pour le janchi (잔치), banquets ou fêtes comme doljanchi (fête du premier anniversaire d'un bébé), hwangap (fête des 60 ans d'une personne), ou gyeonhon janchi (fête de mariage).

### Tteokpilés

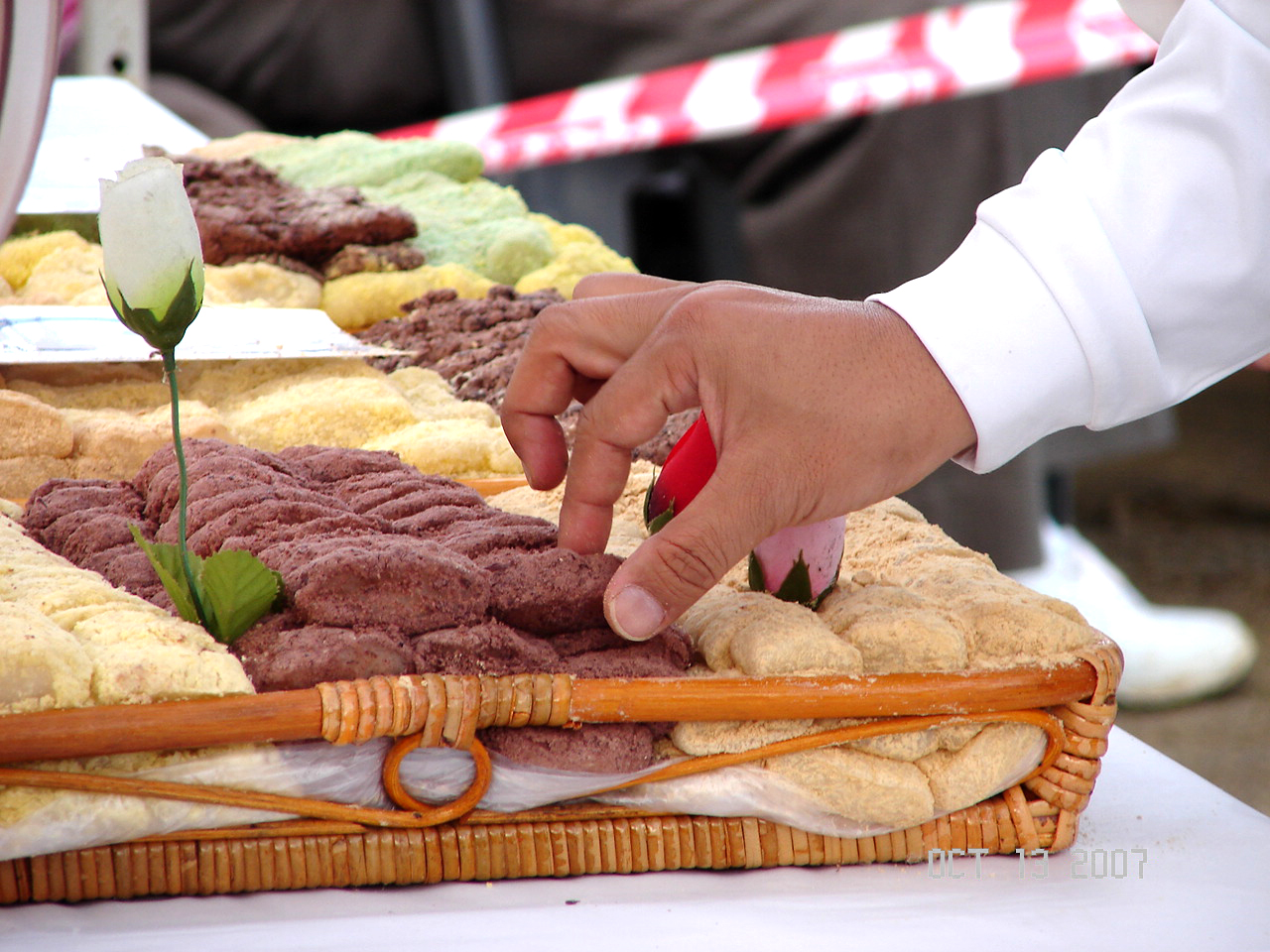
Injeolmi.

Suivant la préparation traditionnelle, les tteok dits « pilés » sont faits en cuisant le riz ordinaire ou gluant dans un siru (cuit vapeur en terre cuite) puis écrasé avec des ustensiles appelés jeolgu et jeolgutgongi ou tteokme et anban. La pâte du tteok obtenue peut être catégorisée en tteok écrasé gluant (찹쌀도병 ; chapssal dobyeong) et tteok écrasé non gluant (맵쌀도병 ; mapssal dobyeong), d'après le type de riz utilisé.
- Injeolmi : une variété de tteok couverte de poudre de haricot. Ils diffèrent en fonction des gomul (고물 ; couverture de poudre de haricots, graines de sésame et jujubes) ou des ingrédients secondaires mélangés avec le riz cuit dans le anban.
  - Patinjeolmi (팥인절미) et kkaeinjeolmi (깨인절미) sont des exemples du précédent, respectivement couvert de poudre de haricot azuki et de sésame. Le ssuk injeolmi (쑥인절미) et le surichwi injeolmi (수리취인절미) contiennent du ssuk (Artemisia princeps var. orientalis) et surichwi (Synurus deltoides).
- Garae-tteok (가래떡) aussi appelé huin tteok (흰떡 tteok blanc) : tteok de couleur blanche en forme de cylindre (ou de boudin)[5]. Les tranches fines de garae tteok sont utilisées pour le tteok guk.
- Jeolpyeon (절편) : tteok avec motif décoratif.
- Danja (단자) : boulettes de tteok gluant couvert de pâte de haricot.

### Tteokmodelés
- Ggul tteok ou kkul tteok (꿀떡) : signifiant littéralement « tteok au miel », bien que ce tteok soit empli de sirop. Cette variété est similaire au songpyeon dans sa forme, mais d'une taille plus petite.
- Songpyeon : consommé durant les vacances de Chuseok (fête des récoltes coréenne).
- Gochitteok (고치떡)
- Ssamtteok (쌈떡) : tteok utilisé pour le ssam (쌈 ; « nourriture enveloppée dans une feuille »).
- Dalgal tteok (닭알떡)[6] : en référence à dalgal (달걀 ou 계란 ; œuf).
- Gyeongdan : des boulettes de riz généralement farcies de pâte de haricot ou de sésame. Les boulettes sont habituellement couvertes de sésame noir ou d'autres poudres.
- Bupyeon : qui consiste en une pâte de farine de riz gluant, une farce sucrée et une couverture de gomul, sorte de poudre de haricots[7],[8]. C'est une spécialité locale de la province de Gyeongsang, au sud-est de la péninsule coréenne[9].

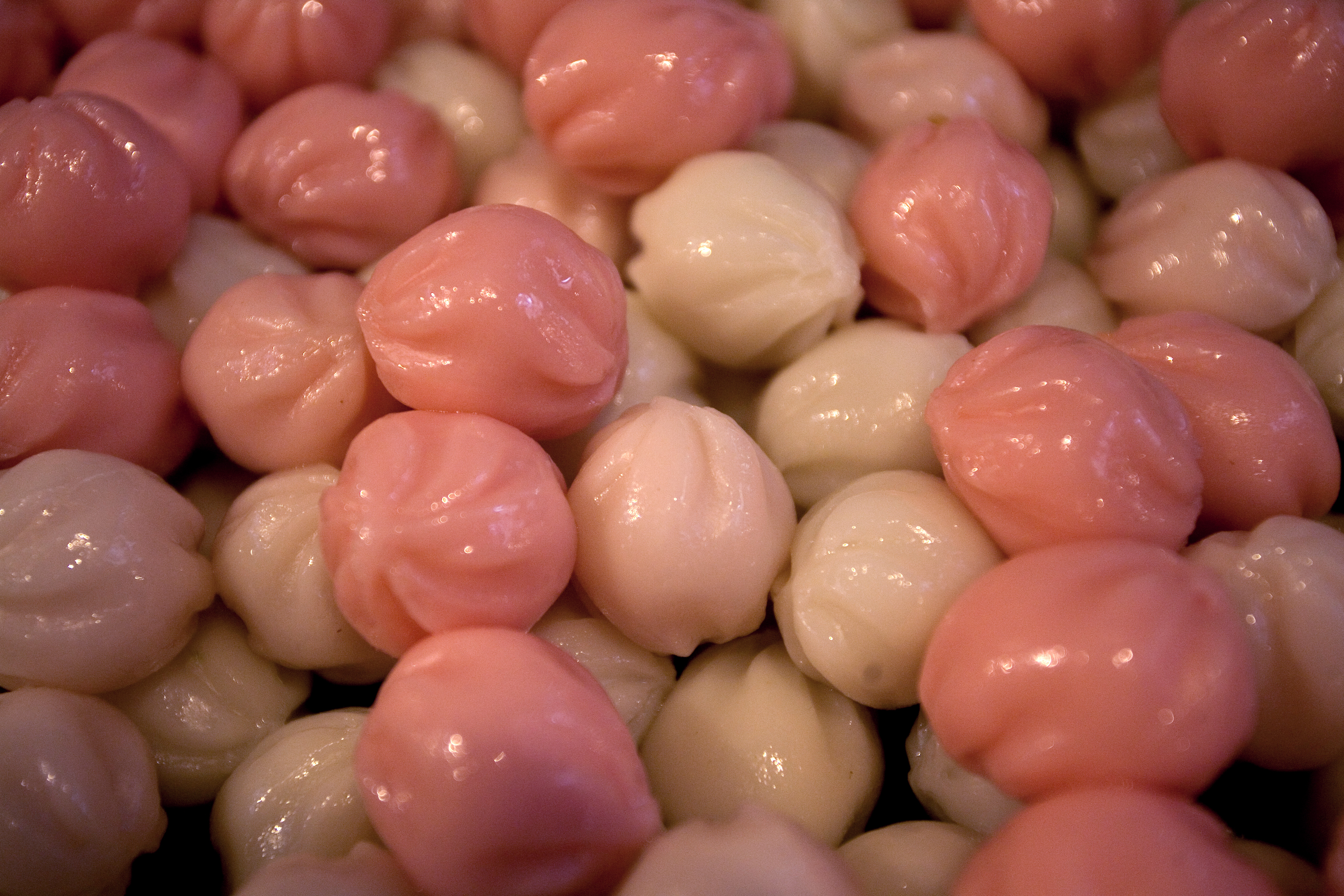
Kkul tteok (꿀떡).
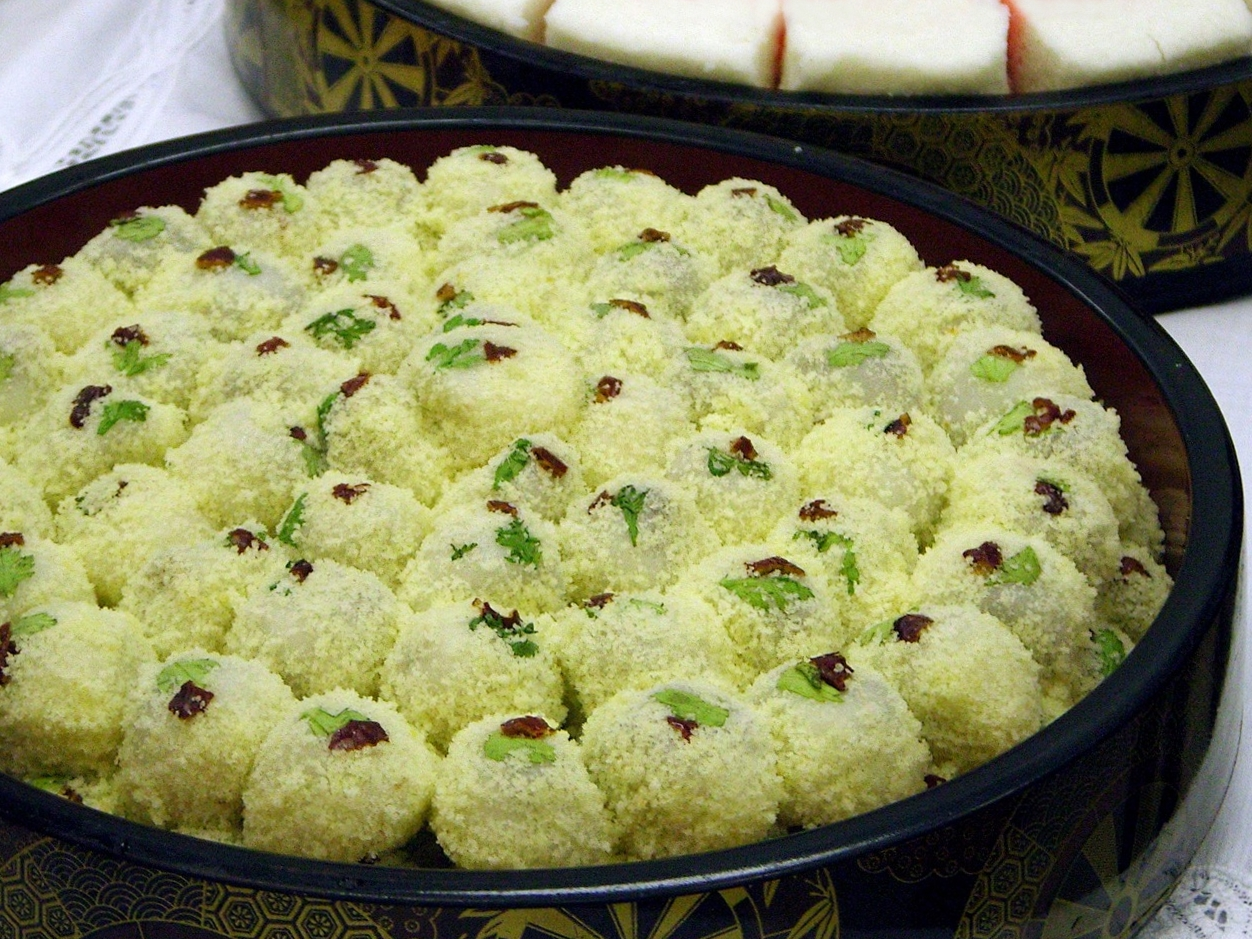
Bupyeon préparés pour un doljanchi.
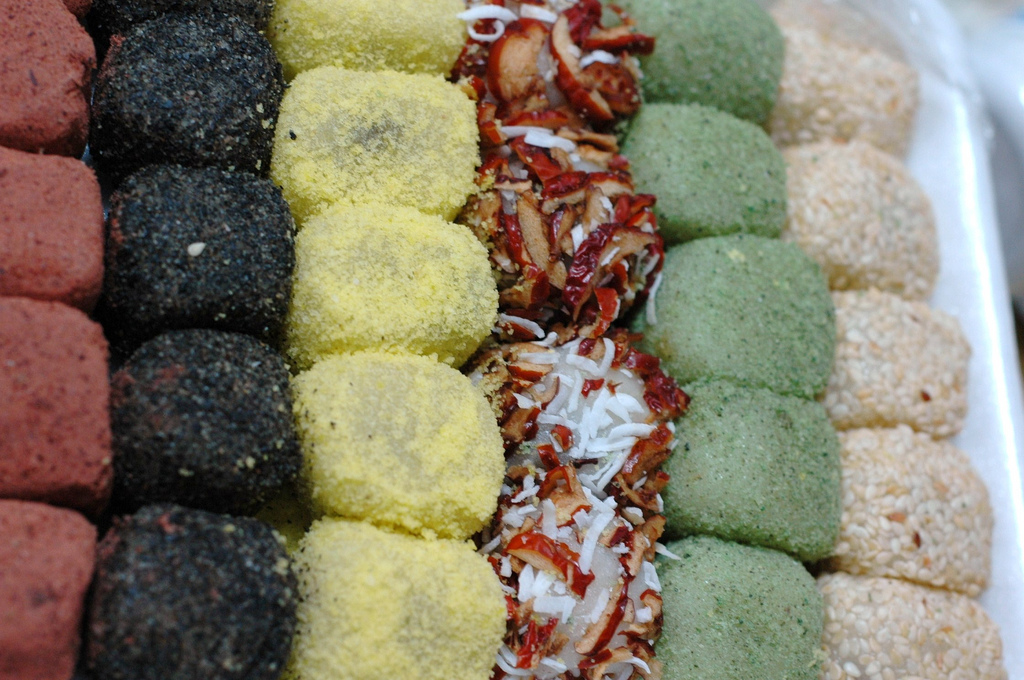
Nombreux gyeongdan, une variété de tteok.

### Tteokfrits

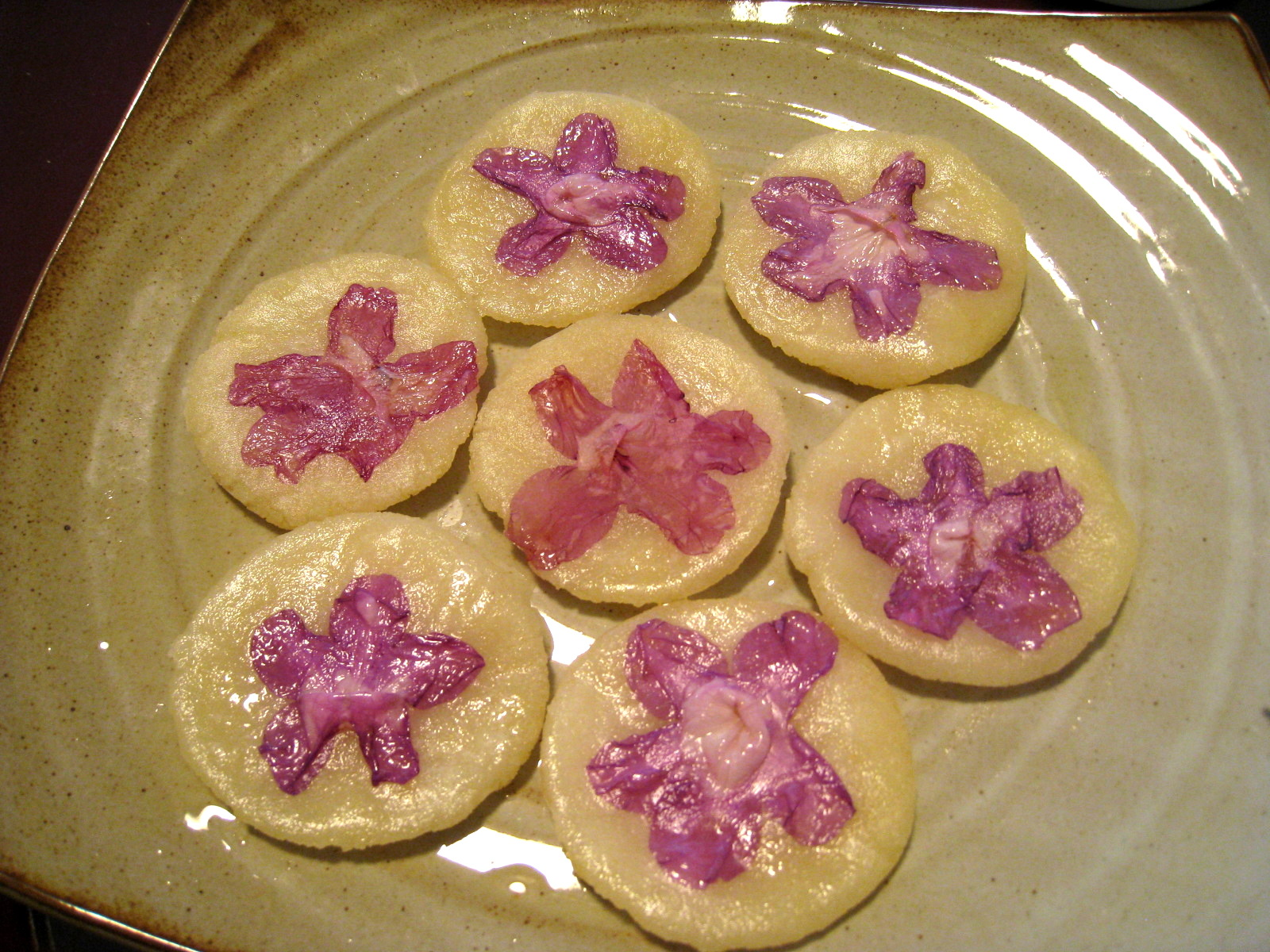
Jindallae hwajeon.

- Hwajeon[10] : petites crêpes sucrées faites de farine de riz gluant et de pétales de fleurs d'azalées coréennes, de chrysanthèmes, ou de roses.
- Bukkumi (부꾸미) : tteok sucrés à la poêle, avec de nombreuses farces différentes, et en forme de croissant[11].
- Juak (주악) : faits de farine de riz gluant et farcis de champignons, jujubes, ou châtaignes, et cuits à la poêle. Les juak sont teintés par des colorants naturels et couverts de sucre ou de miel[12].

### Autres variétés
- Ssuk tteok (쑥떡)
- Gaksaek pyeon (각색편)[13]

## Plats à base detteok
- Tteok guk
- Tteokbokki
- Tteok sudan[14]